# Hans Seichter
Johann Seichter (* 20. Juni 1923 in Mayen; † 27. Mai 2005 ebenda) war ein deutscher Vermessungsingenieur und Politiker (SPD).

## Leben
Seichter besuchte bis 1937 die Volksschule und machte danach bis 1939 eine Lehre als Bau- und Kunstschlosser. Danach besuchte er die Fachschule für Vermessungstechnik und machte eine Ausbildung zum Vermessungstechniker. 1952 legte er die staatliche Prüfung als Vermessungstechniker ab und wurde Vermessungsingenieur.

## Politik
1941 trat er der NSDAP bei.
1954 wurde er Mitglied der SPD wo er 1960 Vorsitzender des SPD-Ortsvereins Mayen wurde. Von 1962 bis 1971 war er Vorsitzender, ab 1971 Zweiter Vorsitzender der SPD im Kreis Mayen-Koblenz. 1971 wurde er Geschäftsführer und Zweiter Vorsitzender im SPD-Unterbezirk Koblenz.
1960 wurde er Mitglied und 1962–1973 SPD-Fraktionsvorsitzender im Stadtrat Mayen. Dort war er 1970–1973 ehrenamtlicher Erster Beigeordneter. Ab 1973 war er hauptamtlicher Beigeordneter und später Bürgermeister der Stadt Mayen.
1960 wurde er Mitglied und 1962–1974 SPD-Fraktionsvorsitzender im Kreistag Mayen bzw. Mayen-Koblenz. Ab 1991 war er ehrenamtlicher Beigeordneter des Landkreises Mayen-Koblenz. 
1983 wurde er in den zehnten Landtag Rheinland-Pfalz gewählt, dem er fast zwei Wahlperioden lang bis 1990 angehörte. Im Landtag war er Mitglied im Ausschuss für Wirtschaft und Verkehr und in der 11. Wahlperiode im Medienpolitischen Ausschuss. 1989 Mitglied der 9. Bundesversammlung.
Daneben war er seit 1958 Mitglied der Gewerkschaft Öffentliche Dienste, Transport und Verkehr, Vorsitzender des Ortsverbands Mayen, Kreisvorsitzender der Landkreise Neuwied, Mayen und Ahrweiler, Mitglied des Bezirksvorstands in Mainz. 1964–1974 und 1979 war er Mitglied im Verwaltungsrat und im Kreditausschuss der Kreissparkasse Mayen. Ab 1984 war er Kreisvorsitzender der Arbeiterwohlfahrt Mayen-Koblenz. Er war Mitglied der Planungsgemeinschaft Mittelrhein, im Aufsichtsrat der Wirtschaftsförderungsgesellschaft im Landkreis Mayen-Koblenz, der Landeszentrale für private Rundfunkveranstalter, Mitglied im Städteverband Rheinland-Pfalz, im Deutschen Städte- und Gemeindebund und im Deutschen Städtetag.

## Auszeichnungen
- Tapferkeitsmedaille I. Klasse, verliehen von der französischen Regierung für eine Tat während der Kriegsgefangenschaft (1970)
- Freiherr-vom-Stein-Plakette (1972)
- Bundesverdienstkreuz am Bande (1974)
- Bundesverdienstkreuz Erster Klasse (1984)
- Verdienstorden des Landes Rheinland-Pfalz (1993)
- Ehrenbürger der Stadt Mayen